# Criteriul lui Eisenstein
Criteriul lui Eisenstein oferă un set de condiții matematice suficiente de ireductibilitate pentru polinoame în mulțimea numerelor raționale (sau, în particular, mulțimea numerelor întregi).
Fie R un inel factorial (de exemplu Z, mulțimea numerelor întregi) și K=Q(R) corpul său de fracții (în exemplul ales, K este Q, mulțimea numerelor raționale).
- Oricare ar fi f un polinom din R[X] de forma f = a0 + a1* X + a2* X2 + ... + an* Xn,
- Dacă există un număr p din R element prim cu proprietățile:
  - p | ai, pentru toți 0 ≤ i ≤ n-1,
  - p nu divide an,
  - p2 nu divide a0,
- Atunci f este ireductibil în K[X], adică în particular nu admite soluții din K.

Mai mult, dacă f este primitiv (de exemplu, dacă an=1; în general, un polinom se numește primitiv dacă cel mai mare divizor comun al tuturor coeficienților săi este 1), atunci f este ireductibil și în R[X], adică nu poate fi descompus în factori neunitari. Altfel, un polinom neprimitiv cu coeficienți întregi poate fi reductibil în Z[X], dar nu și în Q[X], ca de exemplu 2X sau 6.
Notă: neîndeplinirea criteriului (adică găsirea unui număr prim p ca mai sus) nu implică faptul că f este reductibil. Astfel, criteriul este doar de suficiență, nu și de necesitate.